# Аверьяновка (Кемеровская область)
Аверьяновка — посёлок в Тяжинском районе Кемеровской области. Входит в состав Нововосточного сельского поселения.

## Топонимика
Название деревня получила по фамилии крестьянина Аверьянова, который здесь поселился первым.

## География
Центральная часть населённого пункта расположена на высоте 248 метров над уровнем моря.

## Население
| Год учёта | Статистические сведения | Статистические сведения | Статистические сведения                                   |
| Год учёта | Население               | Домохозяйства           | Объекты социально-экономического и культурного назначения |
| --------- | ----------------------- | ----------------------- | --------------------------------------------------------- |
| 1968      | 132                     | 34                      | н/св.                                                     |

По данным Всероссийской переписи населения 2010 года, в посёлке Аверьяновка проживает 7 человек (3 мужчины, 4 женщины).